# Bulbostylis sellowiana
Bulbostylis sellowiana är en halvgräsart som först beskrevs av Carl Sigismund Kunth, och fick sitt nu gällande namn av Eduard Palla. Bulbostylis sellowiana ingår i släktet Bulbostylis och familjen halvgräs. Inga underarter finns listade i Catalogue of Life.